# Junkers Ju 52/3m
Юнкерс Ju 52/3m (на немски: Junkers Ju 52/3m) е немски транспортен самолет, използван за превоз на пътници в гражданската авиация и като военно-транспортен самолет. Ju 52 първоначално е разработен като едномоторен самолет през 1930 година. Броят на двигателите е увеличен до три, в резултат на проведените изпитания, с което значително са подобрени летателните характеристики на тази добра конструкция, а в наименованието ѝ е добавено 3m. По въздушните линии на Deutsche Luft Hansa AG лети от май 1932 година. Превозва 15 – 17 пътника. По лиценз този самолет е произвеждан във Франция по време на Втората световна война с наименованието AAC.1 Toucan (Atelier d ̀Avion Coulombe.1 Toucan) до 1947 г. и Испания CASA C-352 (Construcciones Aeronáuticas SA C-352), където производството е прекратено през 1952 година. До 80-те години на ХХ век тези самолети се експлоатират като граждански, а отделни екземпляри летят и до днес.

## Производител
Проф. Хуго Юнкерс (Hugo Junkers), известен производител на парни котли и вентилатори, през 1910 година започва проектирането и производството на самолети. Неговата фирма Junkers Flugzeug – und Motorenwerke AG през Първата световна война строи цялометалния щурмовик J 1. След края на войната строи успешните транспортни самолети F 13, G 23, Ju 34, G 38, някои от които се строят лицензно в чужбина, а военните му самолети се строят в Япония и СССР. Легендарният тримоторник Ju 52 е проектиран от конструкторът инж. Циндел, през 1930 година като модел Junkers Ju 52/1m, а по-късно съоръжен с три мотора е произвеждан с наименованието Junkers Ju 52/3m. През 1935 година проф. Юнкерс умира и фирмата му е национализирана.
В заводите на фирмата през годините на Втората световна война са работели близо 50 000 работници. Произвеждани са бомбардировачи Ju 86, пикиращи бомбардировачи Ju 87 (известните „щуки“), бомбардировачи и нощни изтребители Ju 88/188/388, транспортните самолети Ju 52/252 и Ju 90/290. Седалището на фирмата е в Десау, но са изградени заводи в Арнимсвалде, Ашерслебен, Халберщат, Бернбург, Кьотен, Магдебург, Лайпциг, Шкойдиц, Мерзебург и Братислава. Освен в Германия самолетът Ju 52/3m е произвеждан във Франция и Испания. Общо от 1939 г. до октомври 1944 г. в Германия, Франция и Испания са произведени 3225 броя самолета от този тип. 

## Конструкция
Юнкерс Ju 52/3m е тримоторен целометалически транспортен самолет. Представлява моноплан нископлощник с шаси с неприбираем колесник и опашно колело. Използван е опита от производството на Junkers F 13 и характерното за тази машина е използването на гофрирана дуралуминиева ламарина за изграждане на фюзелажа, който е с правоъгълно сечение. Двигателите са разположени по един на всяко крило и един на носа на самолета.
За различните цели при използването на самолета са монтирани двигатели BMW 132 в различни модификации. В гражданските модификации са използвани и двигателите Pratt & Whitney Hornet – 404 kw (550 hp), R-1340, SE1G – 489 kw (665 hp); Hispano-Suisa – 551 kw (750 hp); Bristol Pegasus VI. Във военно изпълнение Ju 52/3m е произвеждан в модификации g3e – g10e; g12e; g14e изключително само с двигатели BMW 132 (девет цилиндра, звездообразен с въздушно охлаждане).

## Бомбардировач и военно-транспортен самолет
Ju 52/3m с бърза модернизация може да се превърне в лек тактически бомбардировач. Неговият бомбов товар е 455 kg бомби и за защита разполага с картечница 1 х 13 mm MG 131 и картечници 2 х 7,92 mm MG 15. Подобни бомбардировачи на Луфтвафе във формацията „Легион Кондор“ са участвали в Испанската гражданска война през 1936 – 1939 година, като на практика не са имали сериозен противник срещу себе си.
В началото на Втората световна война Луфтвафе разполага с 2000 броя от този самолет. Макар и надежден, този самолет вече е морално остаряла транспортна машина. Летателните характеристики и защитата (до пет картечници) не са го наложили като бомбардировач. Въпреки това, като самолет за крупни военно-транспортни и десантни операции е използван и по време на Втората световна война. Загубите на Луфтвафе от Ju 52/3m при водените военни операции са значителни:
- при нахлуването в Холандия през 1940 г., въпреки пълното превъзходство на Луфтвафе, са свалени 167 самолета;
- при десанта на остров Крит през 1941 г. са свалени 170 самолета;
- през 1942 – 1943 г. при сраженията край Сталинград, от съветската противовъздушна отбрана са свалени 266 Ju 52/3m, участващи по операциите за снабдяване на обградените немски войски;
- само за един ден през април 1943 г. от транспорта от 100 самолета за Тунис, над Средиземно море са свалени от британски изтребители 52 самолета.

В резултат от големите загуби на тази универсална машина, транспортните възможности на Луфтвафе са сведени до минимум. 

## Ju 52/3m в българската авиация
Първата доставка на Юнкерс Ju 52/3m от Германия е за нуждите на армията и е осъществена през 1938 година. Във военната авиация самолетът е известен с обозначението Junkers Ju 52/3m „Сова“. През 1943 г. са доставени самолети, произведени в окупираните френски територии.  Доставените Ju 52/3m са използвани за военно-транспортни нужди и транспорт и обучение на десантните части в българската войска. Те транспортират 17 – 18 десантчика. Тези самолети са използвани при участието на българската войска в последната фаза на Втората световна война във военните действия в Югославия и Унгария.
Острата нужда от липсата на българско гражданско въздухоплаване налага преоборудването на десантно-транспортен Ju 52/3m в граждански, за да се транспортира чeтиринадесетчленната българска делегация до Копенхаген и Париж. Преоборудването се извършва в Държавна самолетна фабрика (ДФС) – Ловеч и на 20 април 1946 г. българската правителствена делегация водена от Васил Коларов излита по този маршрут за участие в дипломатически въпроси свързани с края на Втората световна война. Без самолетоводене българските военни летци – командирът Никола Дюлгеров, Иван Шивачев, Хаджидимитров и Качелев се справят успешно. 
С постановление на МС от 11 март 1947 г. на Дирекция Въздушни съобщения се предават три самолета Ju 52/3m, като преоборудването им в пътнически е отново дело на самолетната фабрика в Ловеч.
На 29 юни 1947 г. на летище Враждебна министър-председателят Георги Димитров, пред голям брой служители и официални лица, прерязва лентата и открива първата гражданска въздушна линия София-Бургас. В 10 часа и 20 минути излита Ju 52/3m LZ-UNL с първия екипаж летял по тази линия в състав Никола Александров, Стефан Тосунов, Тодор Гургулиев – борден механик и Павел Александров – борден радист. Редовните полети започват от 1 юли 1947 г. Закупени са и нови 3 броя от познатите на българските авиатори Юнкерс Ju 52/3m, модернизирани и произведени от френската фирма Atelier d`Avion Coulombe с наименованието AAC.1 Toucan, приети в Париж и транспортирани до София от български екипажи. 
След създаването на смесеното българо-съветско дружество за въздушен транспорт ТАБСО, три от Юнкерсите на Дирекция Въздушни съобщения са консервирани и подготвени за дългосрочно съхранение, а останалите заменят цивилната си регистрация и постъпват за експлоатация във ВВС.

## Технически данни за Junkers Ju 52/3m „Сова“
- Екипаж – 3
- Пътници (десантчици) – 17 – 18
- Разпереност – 29,25 m
- Дължина – 19,40 m
- Височина – 4,65 m
- Площ на крилата – 110,5 m2
- Маса празен – 7130 kg
- Маса стартова – 11 000 kg
- Скорост максимална – 305 km/h
- Скорост крейсерска – 290 km/h
- Таван на полета – 6200 m
- Далечина на полета – 1300 km
- Двигатели – 3 х BMW 132L 550kw (760 hp)

## Сравними самолети
- Fiat G.212

## Галерия
- Юнкерс Ju 52/3m
- Двигател на Ju 52
- Кокпит на Ju 52/3m, 1934 г.
- Ю-52 в Мадридском авиамузее, 2009 г.
- Юнкерс Ju 52/3m, модификация g4e в Швейцария, 2007 г.
- Юнкерс на летището в Мюнхен, 1937 г.
- Самолет Casa 352, испанско производство по лиценз на Ju 52, на швейцарската фирма Ju-Air
- Ju-52 на Луфтханза, 5 юни 2008